# Szarwark

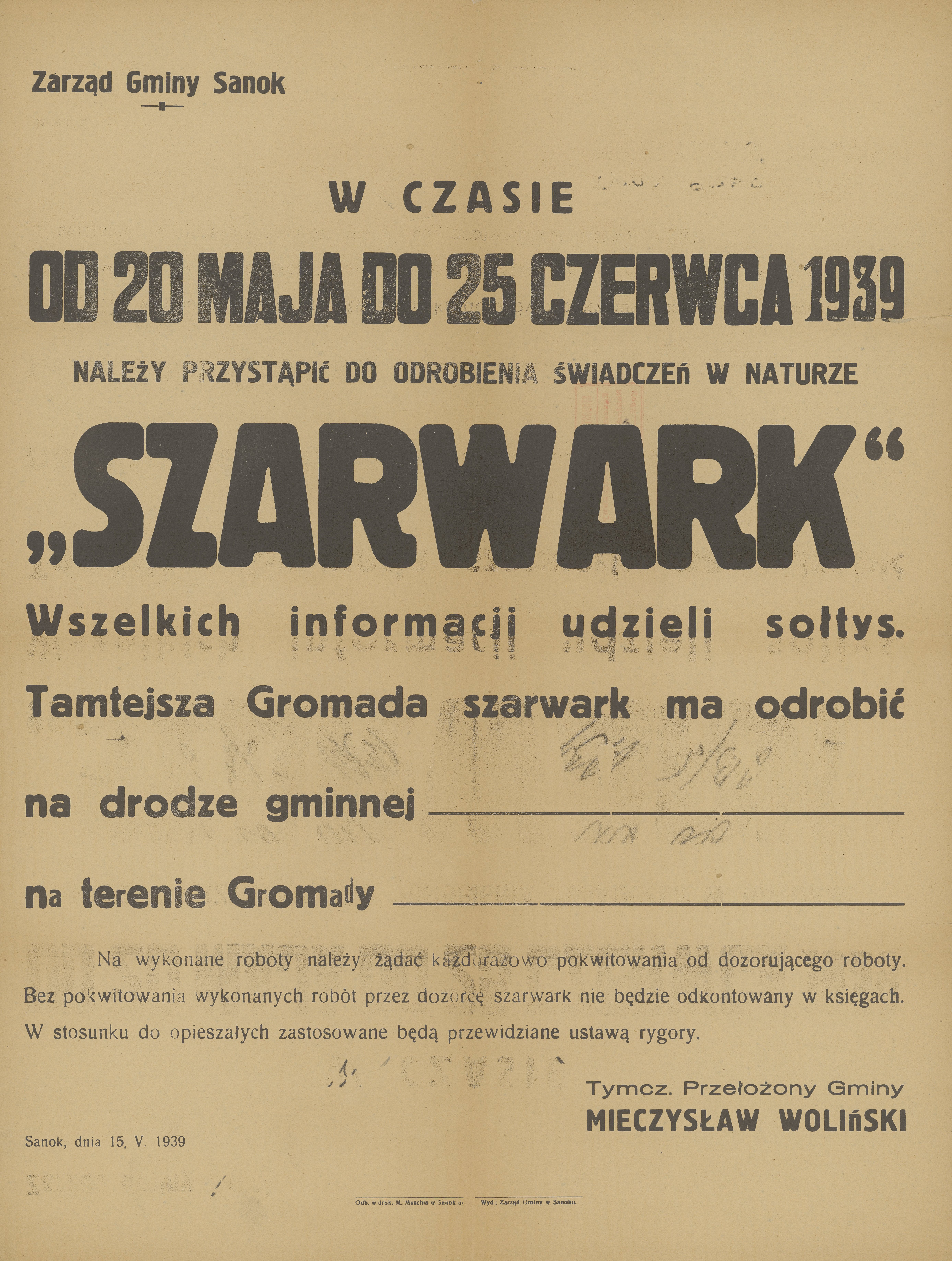
Przedwojenne publiczne ogłoszenie o szarwarku w gminie Sanok (1939)

Szarwark (niem. Scharwerk od Schar – gromada, zastęp,Werk – czyn, dzieło) – przymusowe świadczenie nakładane na ludność dawnych wsi i miast w postaci robót publicznych, głównie na rzecz budowy oraz naprawy dróg, mostów, wałów przeciwpowodziowych i urządzeń wodnych.
Wywodziło się z obowiązku średniowiecznej wspólnoty opolnej do budowy na swym terenie dróg i ich utrzymania, budowy mostów, utrzymania w dobrym stanie przepraw. Wraz z umacnianiem się organizacji państwowej obowiązki te przeszły na administrację państwową i miasta. Ludność wiejska pozostała nadal zobowiązana do utrzymania dróg dojazdowych do pól i innych dróg lokalnych na terenie wsi. Z tego obowiązku wynikł przymus bezpłatnych robót na rzecz dworu albo gromady wiejskiej, nadal dotyczących prac przy budowlach ogólnego pożytku, zwłaszcza związanych z komunikacją. Wymiar szarwarku był różny, od kilku do 32 dni rocznie, w zależności od regionu (np. na Śląsku w końcu XVIII wieku wynosił 6 dni rocznie). Częste było nadużywanie szarwarku przez szlachtę na rzecz prac w folwarkach i traktowanie go jako dodatkowej pańszczyzny (por. darmocha).

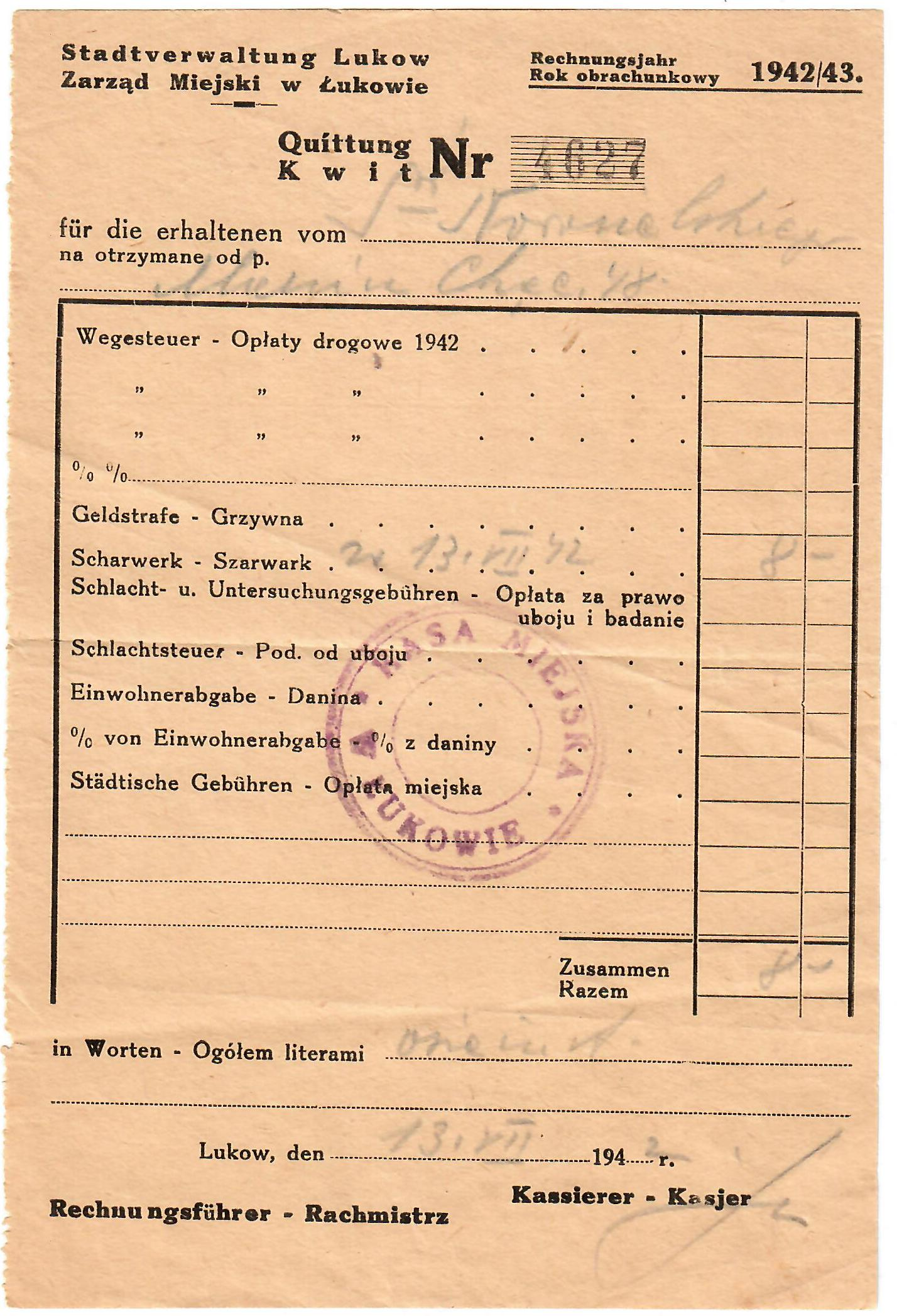
Okupacyjny kwit Kasy Miejskiej w Łukowie potwierdzający zapłatę szarwarku (1942)

W Królestwie Kongresowym szarwark sprzężajny, czyli przy użyciu własnego wozu, wykonywali gospodarze, a szarwark pieszy – komornicy. Podobnie było w Galicji, gdzie uprawnienie do egzekwowania szarwarku miała rada gminy. W XIX wieku wprowadzono powszechnie możliwość wykupienia się od szarwarku. Pochodzące stąd pieniądze były używane na utrzymanie dróg lokalnych. W okresie międzywojennym również istniał obowiązkowy szarwark na rzecz gminy z możliwością wykupienia się od niego. Niemieccy okupanci z uprawnienia do szarwarku korzystali często i nakładali go w dużym wymiarze.
W początkowym okresie istnienia PRL ustalanie wymiaru szarwarku należało do gromadzkich rad narodowych. Przykładowo w jednej z gmin na Ziemiach Odzyskanych wymiar szarwarku był następujący: chłop małorolny – 6 dni rocznie, gospodarz mający powyżej 5 ha ziemi – 10 dni, a powyżej 10 ha – 15 dni. Samotna i niepracująca panna zobowiązana była do jednodniowego szarwarku.
Szarwark zniesiono w 1958 r.

## Prawo międzynarodowe
Konwencja w sprawie niewolnictwa z 1926 w art. 5 zobowiązuje strony, by praca przymusowa lub obowiązkowa nie pociągała za sobą warunków równoznacznych z niewolnictwem i by była wymagana tylko dla celów publicznych, tam gdzie istnieje dla innych celów powinna zostać zniesiona, a póki istnieje będzie ona stosowana tylko wyjątkowo, za odpowiednim wynagrodzeniem i pod warunkiem, że nie pociągnie za sobą zmiany zwykłego miejsca zamieszkania.
Konwencja MOP nr 29 dotycząca zakazu pracy przymusowej z 1930 w artykule 2.2e dozwala na drobne roboty wiejskie, wykonywane w bezpośrednim interesie ogółu przez członków tego ogółu, które z tego tytułu mogą być uznane za normalne obowiązki obywatelskie, obowiązujące członków społeczności, pod warunkiem, że sama ludność lub jej bezpośredni przedstawiciele będą mieli prawo wypowiadania się co do celowości tych robót.